# Микаел Олунга
Микаел Олунга (26. март 1994) кенијски је фудбалер.

## Каријера
Током каријере играо је за Јургорден, Ђирона и многе друге клубове.

## Репрезентација
За репрезентацију Кеније дебитовао је 2015. године. За национални тим одиграо је 31 утакмица и постигао 14 голова.

## Статистика
| Кенија | Кенија | Кенија |
| Год.   | Ута.   | Гол.   |
| ------ | ------ | ------ |
| 2015   | 13     | 6      |
| 2016   | 8      | 1      |
| 2017   | 5      | 5      |
| 2018   | 5      | 2      |
| Укупно | 31     | 14     |